# فرنسيسكو سانشيز (مصارع رياضي)
فرنسيسكو سانشيز (بالإسبانية: Francisco Javier Sánchez Parra)‏ هو مصارع رياضي إسباني، ولد في 30 يونيو 1979 في مدينة ميورقة في إسبانيا.

## وصلات خارجية
- فرنسيسكو سانشيز على موقع قاعدة بيانات المصارعة الدولية (الإنجليزية)
- فرنسيسكو سانشيز على موقع أوليمبيديا (الإنجليزية)